# Lahrud
Lahrud – miasto w Iranie, w ostanie Ardabil. W 2016 roku liczyło 2149 mieszkańców.